# Pavel Batěk
Pavel Batěk (* 3. ledna 1975 Plzeň) je český herec.

## Život
Během studia na DAMU zaujal především jako Pavel v autorské inscenaci Patrika Hartla Hovory o štěstí mezi čtyřma očima. Za tuto roli byl na mezinárodním festivalu Zlomvaz zvolen do užší čtyřčlenné nominace na Cenu Reflexu za nejlepší herecký výkon. Další výraznou rolí byl horkokrevný Avděj v Mášově Rváči (r. Jan Kačer). Zahrál si po boku Ladislava Freje v komorním dramatu Caryl Churchillové Řada v Divadle na Vinohradech, kde se stal ještě před závěrečnými zkouškami na DAMU členem souboru. Na Vinohradech ztvárnil například Malcolma v Shakespearově Macbethovi, Malcolma McGregora v Yazbekově muzikálu Donaha!, či irského teenagera Raye v McDonaghově dramatu Kráska z Leenane, nebo Vénu v Topolově hře Kočka na kolejích. V roce 2009 nastudoval s režisérem Danielem Špinarem Büchnerova Vojcka, za něhož si vysloužil nominaci na cenu Thálie.
Mimo domovskou scénu si zahrál s bratrem Petrem Baťkem v Mrożkově Striptýzu (Studio Damúza v Eliadově knihovně Divadla Na zábradlí, r. Peter Chmela), s bývalým spolužákem Janem Holíkem v komorním dramatu Daniela MacIvora To i ono (r. Pavel Khek), Patrik Hartl ho obsadil do tří vedlejších postav v Johnsonově Absolventovi (Studio DVA). V r. 2010 nastudoval roli Alda ve hře Origami (Divadlo Ungelt) v režii autora dramatu Carlose Be. Na podzim 2014 vytvořil roli Nikoly Šuhaje v Baladě pro banditu (rež. Milan Schejbal) v Divadle Příbram.
Po jedenácti sezónách v Divadle na Vinohradech se v srpnu 2015 stal členem Činohry Národního divadla. Od roku 2022 je na volné noze.
Mimo divadlo také hrál či hraje v televizních seriálech Redakce, Ulice, Světla pasáže, Ordinace v růžové zahradě II, Kriminálka Anděl, Obchoďák, První republika, Labyrint.
V roce 2005 sehrál hlavní roli detektiva ve videoklipu ke skladbě It's Easy To Fall In Hate Brněnské skupiny Insania.
Se svým bratrem Petrem Baťkem založili v r. 1995 hudební skupinu The End of Colours, kde zpívá. Vystupoval na letních akcích Živé obrazy, což jsou netradiční prohlídky zámků v Ústeckém kraji. Zpívá v projektu Salome (pásmo písní Karla Kryla pro zpěv, harfu, klarinet a kytaru).
V červenci 2014 měl na KVIFF premiéru film Rudolfa Havlíka Zejtra napořád, kde byl obsazen do hlavní role.
V roce 2017 se oženil se zvukařkou Janou Coufalovou, se kterou má dceru a syna. V roce 2022 se rozvedli.